# Villabé
Villabé ist eine französische Gemeinde mit 5654 Einwohnern (Stand: 1. Januar 2022) im Département Essonne und der Region Île-de-France. Sie gehört zum Arrondissement Évry und zum Kanton Corbeil-Essonnes.
Die Einwohner werden Villabéens genannt.

## Geographie
Villabé liegt am Fluss Essonne. Umgeben wird Villabé von den Nachbargemeinden Lisses im Norden und Westen, Corbeil-Essonnes im Osten und Nordosten, Ormoy im Süden und Südosten sowie Mennecy im Südwesten.
Durch die Gemeinde führt die Autoroute A6.

## Bevölkerungsentwicklung
| 1962 | 1968 | 1975 | 1982 | 1990 | 1999 | 2006 | 2019 |
| ---- | ---- | ---- | ---- | ---- | ---- | ---- | ---- |
| 1676 | 1727 | 1980 | 2554 | 2995 | 4832 | 4856 | 5487 |

## Gemeindepartnerschaft
Mit der italienischen Gemeinde Migliarino in der Provinz Ferrara (Emilia-Romagna) besteht seit 2003 eine Partnerschaft.

## Sehenswürdigkeiten
- Kirche Saint-Marcel
- Ehemaliges Waschhaus
- Aquädukt von der Vanne und des Loing

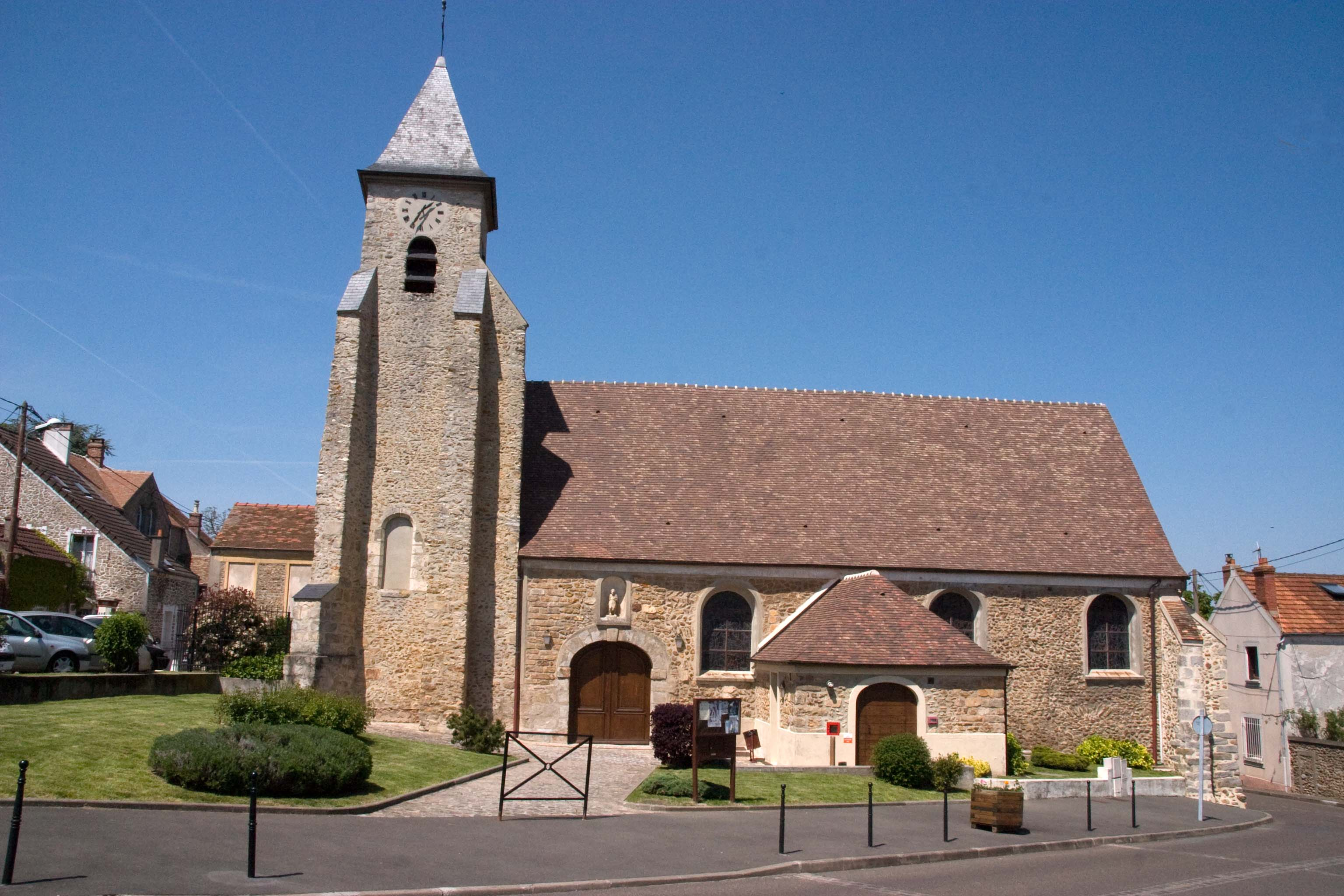
Kirche Saint-Marcel

## Persönlichkeiten
- Pierre Hébert (1804–1869), Bildhauer
- Die Reggaegruppe Mister Gang ist ursprünglich in Villabé entstanden.